# 일지록
《일지록(日知錄)》은 명나라의 유학자인 고염무의 저서이다.

## 소개
32권으로 1676년 작품인데 그의 사후인 1695년에 문인들에 의하여 간행되었다. 본서는 고염무가 평생 독서하여 얻은 바를 수시로 필기한 것이므로 《일지록》이라고 이름하였다. 고염무는 일지(日知)의 의미에 대해 ≪일지록≫의 목차 앞에 “내(고염무)가 어릴 적부터 책을 읽다가 깨달은 바가 있으면 그때마다 기록해 두었는데 합치되지 않는 부분이 있어서 때때로 다시 고쳤다… 자하(子夏)의 말을 취해 이름 짓기를 일지록이라 했으니 이를 통해 후대의 군자를 바로잡겠다”라고 소개하고 있다. 즉 일지는 ≪논어≫ ＜자장＞의 “날마다 알지 못한 것을 깨닫게 되고 달마다 할 수 있는 것을 잊지 않으면 배우는 것을 좋아한다고 말할 수 있다(日知其所亡, 月無忘其所能, 可謂好學也已矣)”라는 구절에서 기원한다.
독서잡기(讀書雜記)식으로 짧은 논문을 수록한 것으로서 체계적인 구성을 취하지는 않았으나 이들 논문은 1~7권이 〈경의(經義)〉, 8~12권이 〈정사(政事)〉, 13권이 〈세풍(世風)〉, 14·15권이 〈예제(禮制)〉, 16·17권이 〈과거(科擧)〉, 18~21권이 〈예문(藝文)〉, 22~24권이 〈명의(名義)〉, 25권이 〈고사진망(古事眞妄)〉, 26권이 〈사법(史法)〉, 28권이 〈주서(註書)〉, 28권이 〈잡사(雜事)〉, 29권이 〈병(兵) 및 외국의 사(事)〉, 30권이 〈천상술수(天象術數)〉, 31권이 〈지리(地理)〉, 32권이 〈잡고증(雜考證)〉으로 부분별로 편찬되어 있고, 자연·인문의 모든 분야가 망라되어 있다. 경세치용(經世致用)의 의식에서 저작된 것이다. 수록된 제 논문은 한가지 일마다 반드시 그 시종을 분명하게 하고 이동(異同)을 철저히 궁구한다는 정밀한 고증을 시도한 것으로 완성되기까지는 30여 년이나 걸렸다고 한다. 본서는 그의 대표작의 하나로서, 이것을 일관하는 정밀한 고증 속에 청조 고증학의 맹아가 엿보인다. 《일지록집석(日知錄集釋)》은 황여성(黃汝成)이 제가의 말을 수집하여 만든 주석서이며, 《일지록지여(日知錄之餘)》는 《일지록》에 미수록된 글이 수집되어 있다.
고염무는 명 왕조의 멸망을 과거 순기능으로 작용했던 통치 기제의 합리성이 붕괴된 결과로 판단했다. 특히 통치 이념으로서 성리학이 본래 지닌 실용적이고 경세적인 측면이 쇠락하고 관념적이고 추상적인 원리로 변질되었기 때문에 체제 내부의 문제에 대응하지 못했다고 파악했다. 왜냐하면 성리학의 심학화(心學化)는 개인의 수양에 국한된 세계관을 가져왔고, 이로 인해 정치 과정에 진입한 학습된 관료들 역시 해결 능력의 부족 내지 통치 기제의 합리성에 대한 몰이해라는 문제점을 드러냈기 때문이다. 이런 맥락에서 고염무는 명의 멸망 원인 중 하나로 당시의 학술적 폐해를 지적한다. 즉 관념적·추상적 원리로 경도된 심학으로서의 이학(理學)의 폐해로부터 벗어나 경전에 대한 충실한 독서와 경전에 내포된 본래의 의미, 즉 경세(經世)를 위한 학문으로서의 취지를 회복해야 한다는 것이다. 그 해답은 경학(經學)을 중심으로 하는 경세적인 학문 태도로의 복귀와 이에 의거해서 학습된 인재의 등용을 통한 명 왕조의 부활이었다. 결국 이 책은 실패한 통치 기제의 원인 분석과 이를 보완할 수 있는 대안의 모색이라는 정치 개혁론의 성격을 가질 수밖에 없다.
- 윤대식 역, 지만지, ISBN 9788962283631